# 밴나이즈역
밴나이즈(Van Nuys)역은 미국 캘리포니아주 로스앤젤레스의 밴나이즈에 위치한 암트랙 및 메트로링크 철도역이다. 이 역은 메트로링크 벤투라 카운티선에서 평일 왕복 11회, 암트랙 퍼시픽 서프라이너가 매일 왕복 5회, 암트랙 코스트 스타라이트가 일일 왕복 1회 운행한다.
이 역은 1982년부터 1983년까지 단명했던 칼트레인 운행(파노라마 시티)역으로 이용되었다. 1988년 암트랙 샌 디건 운행을 통해 복원되었고, 1992년 메트로링크 운행이 시작되었다.

## 역사

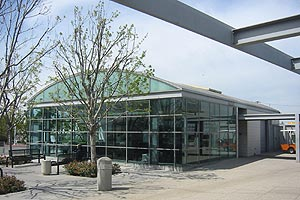
1995년 지어진 역구조

파노라마 시티(Panorama City)역은 1982년 10월 18일 칼트레인 출범과 함께 개장했다. 이 단기 운행은 1983년 3월 1일에 종료되었다. 밴나이즈(Van Nuys, 구 칼트레인역)로 가는 암트랙 운행은 1988년 6월 26일 샌디에간(San Diegan) 왕복 운행이 샌타바바라까지 연장되면서 시작됐다. 메트로링크는 1992년 10월 26일 밴나이즈에 정차하는 밴투라 카운티 선 운행을 시작했다. 칼트랜스가 자금을 지원한 현대식 유리 및 콘크리트 밴나이즈 역사는 1995년 12월 18일에 개장했다.
이 역은 원래 복선 벤투라 서브디비전의 남쪽 선로를 운행하는 단선 상대식 승강장을 가지고 있었다.(북쪽으로 세 번째 선로는 유니언 퍼시픽 철도 젬코 차량사업소(Gemco Yard)의 일부이다.) 2018년 1월, 메트로링크는 본선을 모두 지원하는 섬식 승강장과 보행자 지하도를 건설하기 시작했다. 원래 계획은 대신 보조 상대식 승강장을 필요로 했으나, 섬식 승강장 설계는 영향을 덜 받았다. 그 프로젝트는 원래 2019년 말에 완성될 예정이었으나, 공식적으로 2020년 1월까지 완료되지 않았다.

### 향후 계획
밴나이즈역은 향후 몇 년 내에 이곳과 나머지 로스엔젤레스군을 통한 연결을 확대하기 위한 확장을 할 계획을 가지고 있다.
로스앤젤레스군 교통국 이스트 샌페르난도 밸리 트랜싯 코리더 라이트 레일 노선이 역과 인접해 있으며, 기관에서는 체계간 환승을 위해 케스윅가(Keswick Street) 근처에 정차할 계획이다. 밴나이즈 대로의 중앙부에 있는 새로운 섬식 승강장이 2028년에 개통될 것으로 예상된다. 이 노선의 유지 보수 및 주박 시설은 인근에 추가도 배치할 계획이다.
이곳은 추가로 계획된 세풀베다 패스 트랜싯 코리더의 최북단 역이다. 2020년 기준 이 노선을 위한 새로운 지하철 또는 고가철도 승강장이 밴나이즈에 건설된다.

## 인접역
| 암트랙                         | 암트랙            | 암트랙                                              |
| ------------------------------ | ----------------- | --------------------------------------------------- |
| 시미 밸리 시애틀 방면          | 코스트 스타라이트 | 할리우드 버뱅크 공항 로스앤젤레스 방면              |
| 채츠워스 샌루이스오비스포 방면 | 퍼시픽 서프라이너 | 할리우드 버뱅크 공항 로스앤젤레스 / 샌디에이고 방면 |
| 메트로링크                     |                   |                                                     |
| 노스리지 이스트 벤투라 방면    | 벤투라 카운티선   | 버뱅크 공항-남 로스앤젤레스 유니언 역 방면          |